# Józef Barnaś
Józef Barnaś (ur. 12 marca 1951 w Borowej na Podkarpaciu) – polski fizyk, profesor nauk fizycznych, specjalizuje się w fizyce teoretycznej oraz teorii ciała stałego, nauczyciel akademicki Uniwersytetu im. Adama Mickiewicza w Poznaniu oraz profesor w Instytucie Fizyki Molekularnej PAN. Twórca teoretycznego opisu zjawiska gigantycznego magnetooporu. Laureat wielu nagród, w tym Nagrody FNP zwanej „polskim noblem” (2009) oraz Medalu Mariana Smoluchowskiego – najwyższego wyróżnienia przyznawanego przez Polskie Towarzystwo Fizyczne (2008). W 2021 roku pozostaje jednym z tylko sześciu laureatów obu wyróżnień.

## Życiorys
Józef Barnaś urodził się w rodzinie rolników Stanisławy i Stanisława Barnasiów. Miał czworo rodzeństwa, trzech braci: Zdzisława, Tadeusza i Stanisława i siostrę Irenę. Po czterech latach nauki 1965-1969 został absolwentem III Liceum Ogólnokształcącego im. Adama Mickiewicza w Tarnowie. Następnie wyjechał studiować fizykę na poznańskim Wydziale Fizyki i Matematyki UAM i studia z tytułem magistra fizyki ukończył w roku 1974. W latach 1974–1992 pracował w Instytucie Fizyki Politechniki Poznańskiej. Od 1992 zatrudniony na Wydziale Fizyki UAM. Stopień doktorski uzyskał w 1983, a habilitował się w 1993 na podstawie oceny dorobku naukowego i pracy pod tytułem Magnetyczne struktury wielowarstwowe: spektrum fal spinowych, oddziaływanie międzywarstwowe i transport. Tytuł naukowy profesora nauk fizycznych został mu nadany w 1999 roku. Zagraniczne staże naukowe odbywał: w niemieckim Forschungszentrum Jülich (1988-1989; pracował tam w zespole prof. Petera Grünberga), na belgijskim Katolickim Uniwersytecie w Lowanium (1994-1996) oraz w Unite Mixte de Physique CNRS/Thales we francuskim Orsay (1996-1997; współpracował tam z prof. Albertem Fertem).
Na macierzystym Wydziale Fizyki UAM utworzył Zakład Fizyki Mezoskopowej, gdzie pracuje jako profesor zwyczajny i kierownik. Jest ponadto profesorem w Instytucie Fizyki Molekularnej PAN (od roku 2000). W pracy badawczej zajmuje się obliczeniami teoretycznymi w zakresie fizyki ciała stałego, fizyką mezoskopową, spintroniką, nanoelektroniką, magnetyzmem i nanomagnetyzmem, efektami spinowymi w zjawiskach termoelektrycznych, spinowym efektem Halla, grafenem, złączami tunelowymi, strukturami niskowymiarowymi, kropkami kwantowymi oraz magnetyzmem molekularnym. W latach 2005–2008 pełnił funkcję prodziekana Wydziału Fizyki UAM ds. naukowych. Jest członkiem Polskiego Towarzystwa Fizycznego.
W 2006 został członkiem Komitetu Fizyki PAN. W 2010 r. został członkiem korespondentem, a w 2020 r. członkiem rzeczywistym PAN. Zasiada ponadto w radzie naukowej poznańskiego Centrum NanoBioMedycznego. W 2001 został członkiem komitetu redakcyjnego czasopisma naukowego „Journal of Magnetism and Magnetic Materials”. Swoje prace publikował m.in. w Physical Review Letters, Physical Review B oraz Acta Physica Polonica.
Uhonorowany Nagrodą im. Marii Skłodowskiej-Curie (1999). W 2008 otrzymał Medal Mariana Smoluchowskiego przyznawany przez Polskie Towarzystwo Fizyczne, a w 2009 został laureatem Nagrody Fundacji na rzecz Nauki Polskiej. W 2019 roku odznaczony został Krzyżem Kawalerskim Orderu Odrodzenia Polski.